# Orientispa ophryuta
Orientispa ophryuta är en insektsart som beskrevs av C.-k. Yang 1999. Orientispa ophryuta ingår i släktet Orientispa och familjen fångsländor. Inga underarter finns listade i Catalogue of Life.